# Echoscopist

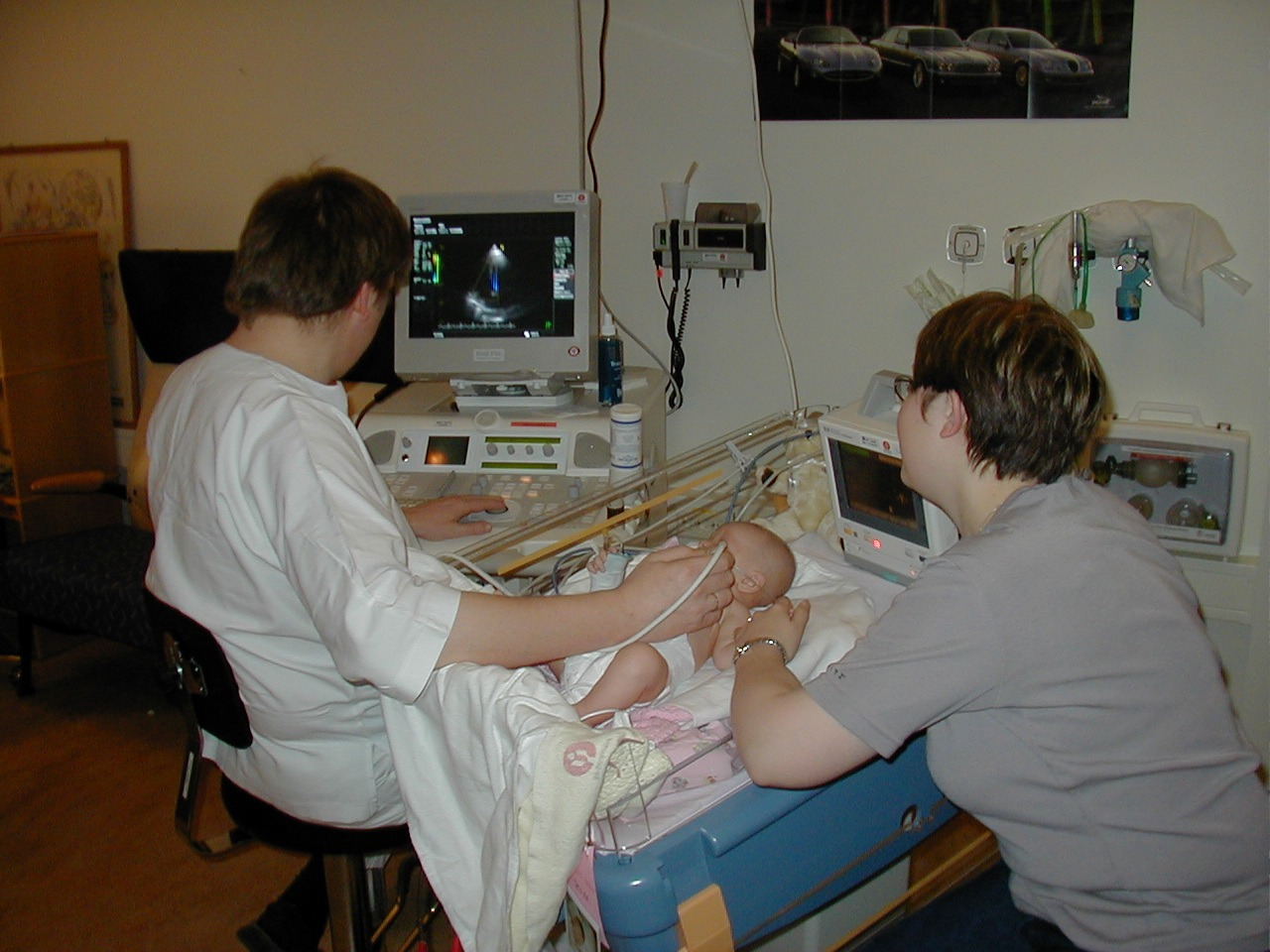
Een echoscopist die pediatrische echocardiografie uitvoert

Een echoscopist is een medisch professional die binnen de gynaecologie of obstetrie gespecialiseerd is in het uitvoeren van echoscopie, een niet-invasieve beeldvormingstechniek die gebruikmaakt van geluidsgolven om gedetailleerde beelden van inwendige organen en structuren te produceren.
Deze diagnostische procedure wordt veelvuldig toegepast in de medische wereld, met name in de verloskunde voor het monitoren van zwangerschappen, maar ook voor het onderzoeken van andere orgaansystemen. 
Verantwoordelijkheden en taken: echoscopisten binnen de gynaecologie en obstetrie hebben een breed scala aan verantwoordelijkheden, waaronder het uitvoeren van echoscopisch onderzoek, interpreteren van verkregen beelden, vaststellen van afwijkingen, en communiceren van bevindingen aan andere zorgverleners en patiënten. Ze spelen een cruciale rol in het bieden van diagnostische informatie die van invloed kan zijn op behandelplannen en medische besluitvorming. 
Opleiding en certificering: om gecertificeerd echoscopist te kunnen worden, wordt een specifieke vooropleiding vereist (over het algemeen een afgeronde opleiding tot verloskundige of radiodiagnostisch laborant) en volgt een gespecialiseerde opleiding tot gynaecologisch en/of obstetrisch echoscopist. Afhankelijk van het soort echo's wat een individu wenst te gaan verrichten kan hij/zij zich richten op gynaecologische echoscopie en/of obstetrische echoscopie. Binnen de obstetrische echoscopie kan hij/zij zich certificeren voor basisechoscopie (vitaliteitsecho's en termijnecho's) en daarna ook voor screeningsecho's (de 20 wekenecho  en de 13 wekenecho.
Na het voltooien van de echo-opleiding en het behalen van het certificaat is een echoscopist gecertificeerd gynaecologisch echoscopist, basisechoscopist en/of screeningsechoscopist en sluit zich aan bij de beroepsvereniging (de BEN, beroepsvereniging echoscopisten Nederland). De kwaliteit van de basisechoscopie wordt gemonitord door de beroepsvereniging en de kwaliteit van de screeningsechoscopie door de Regionale Centra.
Echoscopisten kunnen werkzaam zijn in ziekenhuizen, verloskundige praktijken en echocentra. Om screeningsecho's te mogen uitvoeren is een contract en een (kwaliteits)overeenkomst met een Regionaal Centrum in de desbetreffende regio een vereiste.  

## Samenwerking
Echoscopisten werken samen met andere zorgverleners, zoals gynaecologen, verloskundigen, huisartsen en andere medische professionals. Samen vormen ze een team om de gezondheid van patiënten te beoordelen en gepaste zorg te bieden.

## Toepassingsgebieden
Echografie wordt op verschillende gebieden toegepast, waaronder o.a. de verloskunde (echoscopie), radiologie, cardiologie, fysiotherapie, anesthesiologie, huisartsen geneeskunde en spoedeisende geneeskunde. 